# Шарлотта Каан

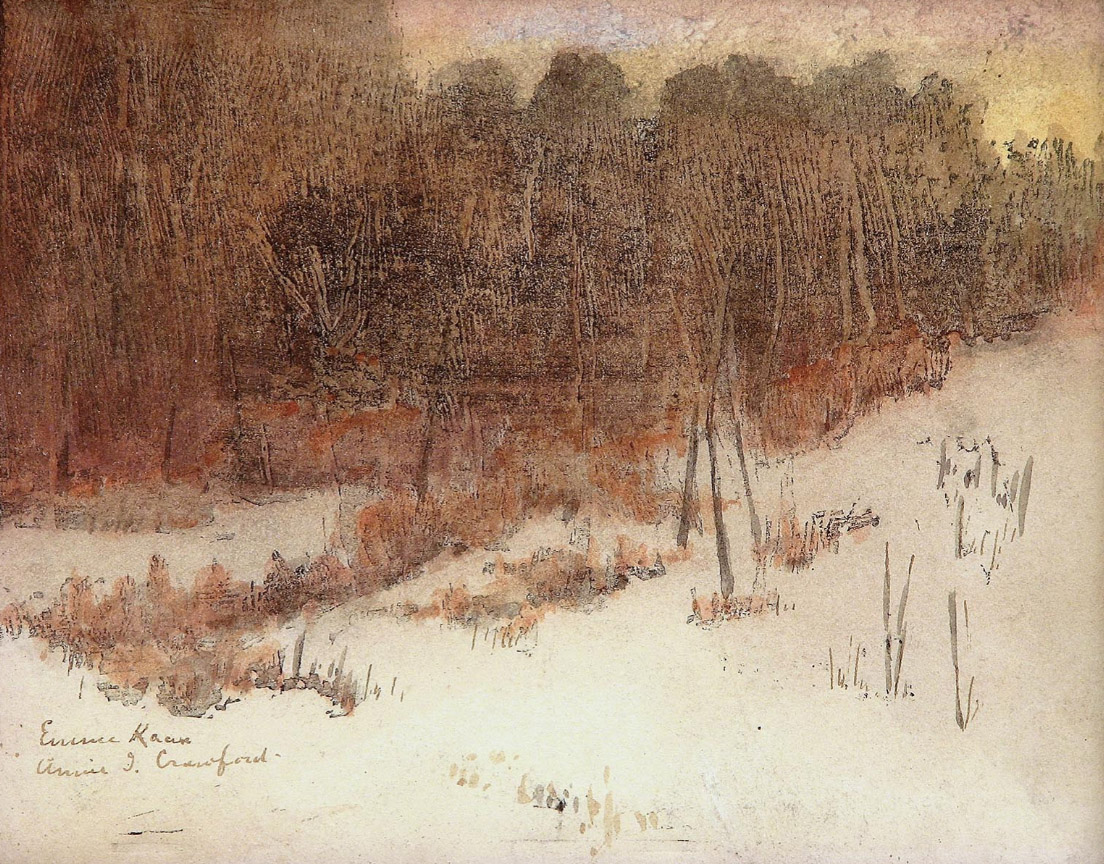
Autumn Landscape, спільна робота з Енні Кроуфорд

Шарлотта Каан (англ. Charlotte Kaan, повне ім'я Charlotte «Emma» Warton Kaan, широко відома як Emma Kaan; 1860–1949) — американська художниця, ілюстраторка і граверка, а також педагог.
Разом зі своїм партнером з життя і мистецтва — Енні Кроуфорд, Шарлотта Каан була пов'язана з рухом мистецтв і ремесел. Вони створювали спільні картини та розробили нову інноваційну техніку для створення недорогих репродукцій своїх робіт.

## Життєпис
Народилася в Бостоні 2 квітня 1860 року в сім'ї угорських та австрійських іммігрантів — Джорджа Каана (1812—1895) та Марії Вартон (1824—1910) і була четвертою з п'яти дітей. Вони іммігрували до Сполучених Штатів Америки в 1849 році і наступного року оселилися в Бостоні, штат Массачусетс (США).
Початкова освіта Шарлотти проходила в Бостоні, штат Массачусетс, вона закінчила середню школу Сомервіль в 1877 році. Потім пройшла дворічний курс у Бостонській педагогічній школі, яка була створена з метою професійного навчання молодих жінок, які мали намір стати вчителями. У 12-річному віці вона була внесена до федерального перепису 1880 року як вчителька. Продовживши навчання мистецтву в Массачусетській педагогічній школі в Бостоні, отримала диплом про її закінчення 1885 року. До 1888 року включно Шарлотта Каан займалася викладацькою діяльністю в різних школах, поки не взяла відпустку для навчання мистецтву в Європі — в паризьких академіях Колароссі, Делеклюза та Жуліана. Там вона вперше познайомилася з колегою-художником, майбутнім співавтором мистецтва та супутницею по життю — Енні Кроуфорд .
Повернувшись до Америки, 1893 року Каан утримувала власну студію «Studio 10» у Бостоні. Вона продовжувала викладати у середній школі для дівчаток до 1894 року, після чого поїхала на літо до Англії та Ірландії. Її талант художниці утвердився у 1895 році, коли вона була представлена у престижному Паризькому салоні з картиною «Interior de Raccommodeur de Faience» . Після повернення до Бостона вона почала розробляти екслібриси та малювати ілюстрації для книг.
Шарлотта та Енні розділили своє життя, тримали спільну арт-студію у Буффало, штат Нью-Йорк. До 1902 року вони почали експериментувати з новим процесом відтворення своїх оригінальних малюнків, щоби відбитки нагадували акварельні картини — вони знайшли метод рельєфного друку, спеціально адаптований для створення сильних світлотіньових ефектів. Їх ксилографія була зроблена з оригінальних творів мистецтва і надрукована одноколірним чорнилом, а потім оброблена вручну аквареллю. Виготовлення гравюр на дереві не було чимось новим, але використаний метод був унікальним. Обидві жінки викладали уроки малювання та читали лекції у своїй просторій студії. Взимку 1902—1903 років Шарлотта застосувала свої педагогічні навички та досвід, щоб прочитати в студії цикл із десяти лекцій на тему «Art and History in Relation to Art», які були добре відвідувані та отримали позитивні відгуки у місцевих газетах.
Художниці часто разом працювали над картинами, гравюрами чи іншими витворами мистецтва, ставлячи два підписи, що було незвичайною практикою того часу. До 1910 року Шарлотта та Енні досягли піку свого успіху, і їх репутація була забезпечена в художній спільноті — вони користувалися великою повагою в місцевому арт-середовищі. Шарлотта Каан стала членом Buffalo Society of Artists, Buffalo Fine Arts Academy, Arts Club of Buffalo, Town Club Woman's Group та інших художніх спільнот. Вона брала участь у численних групових виставках як у Бостоні, Нью-Йорку, Вірджинії та Чикаго.
Вони продовжували жити в Буффало до кінця життя Енні Кроуфорд. Після смерті подруги Шарлот створила картину, що зображує їх двох у похилому віці, що тримають білі тростини і стоять посеред групи низхідних ангелів. Після смерті Енні вона залишалася в Буффало ще протягом кількох років, після чого переїхала знову до Бостона.
Шарлотта Каан померла від раку 3 липня 1949 року в Бостоні на 90-му році життя та була похована на сімейній ділянці цвинтаря Mt. Auburn Cemetery в Кембриджі, штат Массачусетс.
Після смерті художниць більшість їх робіт було втрачено.